# 공동사회와 이익사회
공동사회(共同社會, 독일어: Gemeinschaft 게마인샤프트[ɡəˈmaɪnʃaft][*], 영어: community)와 이익사회(利益社會, 독일어: Gesellschaft 게젤샤프트[ɡəˈzɛlʃaft][*], 영어: society)는 독일의 사회학자인 페르디난트 퇴니스(Ferdinand Tönnies)가 주장한 이론이다. 공동사회는 가족과 친족, 민족, 마을처럼 혈연이나 지연 등 애정을 기초로 하여 이루어지며, 비타산적이라는 특징을 갖는다. 반면 회사와 도시, 국가, 조합, 정당 등과 같이 계약이나 조약, 협정에 의해 인위적이고 타산적 이해에 얽혀 이루어진 집단을 이익사회라고 한다.
공동사회에서 이익사회로의 발전을 주장한 퇴니에스는 이익사회로서의 자본주의 사회를 그대로 긍정한 것이 아니라 오히려 자본주의 사회의 피안에 개인원리에 입각한 공동사회가 부흥할 것을 예상하였다. 분석 방법은 얼핏 보아 형식주의이지만 홉스로부터 마르크스에 이르는 사회과학의 고전에 의거하여 확립된 공동사회와 이익사회라는 개념은 사회과학에서 널리 이용되고 있다.

## 개념
퇴니스에 따르면, 사회적 결속은 이분법적 관점에서 개별적인 사회적 상호작용, 역할, 가치와 함께 이러한 상호작용이 낳는 신념들인 게마인샤프트, 또는 간접적 상호작용, 비인격적 역할, 공적 가치와 함께 이러한 상호작용들이 낳는 신념인 게젤샤프트로 나뉠 수 있다. 특히 게젤샤프트는 현대 회사, 근대국가 및 학계 등과 같은 법인과 결부된다. 퇴니스는 이 이항대립을 순수한 개념도구로 보았는데, 이는 막스 베버가 이 이항을 역사적 사회변화의 핵심 구성요소인 이념형으로서 보는 것과는 대조된다.
퇴니스는 책의 첫 문단에서부터 게마인샤프트와 게젤샤프트를 다음과 같이 구분한다.
| 게마인샤프트                                                                                    | 게젤샤프트                                              |
| ----------------------------------------------------------------------------------------------- | ------------------------------------------------------- |
| 실제적이며 유기적인 삶reales und organisches leben                                              | 이념적이며 기계적 형성물ideelle und mechanische bildung |
| 지속적이고 진정한 공동생활das dauernde und echte zusammenleben                                  | 임시적이며 가시적인 것vorübergehendes und scheinbares   |
| 신뢰 가능하며, 편안하고, 독점적인 공동생활 Vertraute, heimliche, ausschließlichen zusammenleben | 공중, 세계die deffentlichfeit und die Welt              |
| 농촌Das land                                                                                    | 도시문화Die Städtische Kurtur                           |

## 비판
시카고학파는 퇴니에스가 커뮤니티와 일의 업무를 구분했을 뿐만이 아니라, 게마인샤프트를 여성의 것, 게젤샤프트를 남성의 것으로 돌리는 등 여러 오류를 저질렀다고 비판했다.

## 참고문헌
- 세넷, 리처드 (2020년 1월 3일). 《짓기와 거주하기》. 김영사. 99-100쪽. ISBN 978-89-349-9966-9.
- Waters, Tony (2007년 2월 15일). 〈Gemeinschaft and Gesellschaft Societies〉. 《The Blackwell Encyclopedia of Sociology》 1판. Wiley. doi:10.1002/9781405165518.wbeos0770. ISBN 978-1-4051-2433-1.
- 《1판》: Tönnies, Ferdinand (1887). 《Gemeinschaft und Gesellschaft》. Leipzig: Fues's Verlag. ; 《3판》: Ferdinand, Tönnies (1922). 《Gemeinschaft und Gesellschaft : Grundbegriffe der reinen Soziologie》. Berlin: Carl Curtius. ; 《한국어 번역》: 퇴니스, 페르디난트 (2017년 10월 30일). 《공동사회와 이익사회 - 순수사회학의 기본개념》. 번역 곽노완; 황기우. 라움. ISBN 979-11-8835-003-2.

## 같이 보기
- 반양성주의
- 구조와 기관

## 참고 자료
- 이 문서에는 다음커뮤니케이션(현 카카오)에서 GFDL 또는 CC-SA 라이선스로 배포한 글로벌 세계대백과사전의 내용을 기초로 작성된 글이 포함되어 있습니다.